# Aphaniosoma propinquans
Aphaniosoma propinquans is een vliegensoort uit de familie van de Chyromyidae. De wetenschappelijke naam van de soort is voor het eerst geldig gepubliceerd in 1949 door Collin.